# Progress M1-8
Progress M1-8 (ryska: Прогресс М1-8) eller som NASA kallar den, Progress 7 eller 7P, var en rysk obemannad rymdfarkost som levererade förnödenheter, syre, vatten och bränsle till rymdstationen ISS. Den sköts upp med en Sojuz-FG-raket från Kosmodromen i Bajkonur den 21 mars 2002 och dockade med ISS den 24 mars. 
Efter att ha lastats ur och senare fyllts med sopor lämnade farkosten rymdstationen den 25 juni 2002. Några timmar senare brann den som planerat upp i jordens atmosfär.

### Fotnoter
1. ↑  ”NASA Space Science Data Coordinated Archive” (på engelska). NASA. https://nssdc.gsfc.nasa.gov/nmc/spacecraft/display.action?id=2002-013A. Läst 1 mars 2020.
2. ↑  Manned Astronautics - Figures & Facts Arkiverad 14 oktober 2007 hämtat från the Wayback Machine., läst 15 juli 2016.